# Kiewit Corporation
Kiewit Corporation er en medarbejder-ejet amerikansk bygge- og anlægsvirksomhed, der er baseret i Omaha, Nebraska. De har 28.000 ansatte og omsætter for 10 mia. US $.
Virksomheden blev etableret i 1884 som Kiewit Brothers Masonry Contractors af Peter og Andrew Kiewit.